# Gilda (pintxo)
Pour les articles homonymes, voir Gilda (homonymie) et Pajarico.

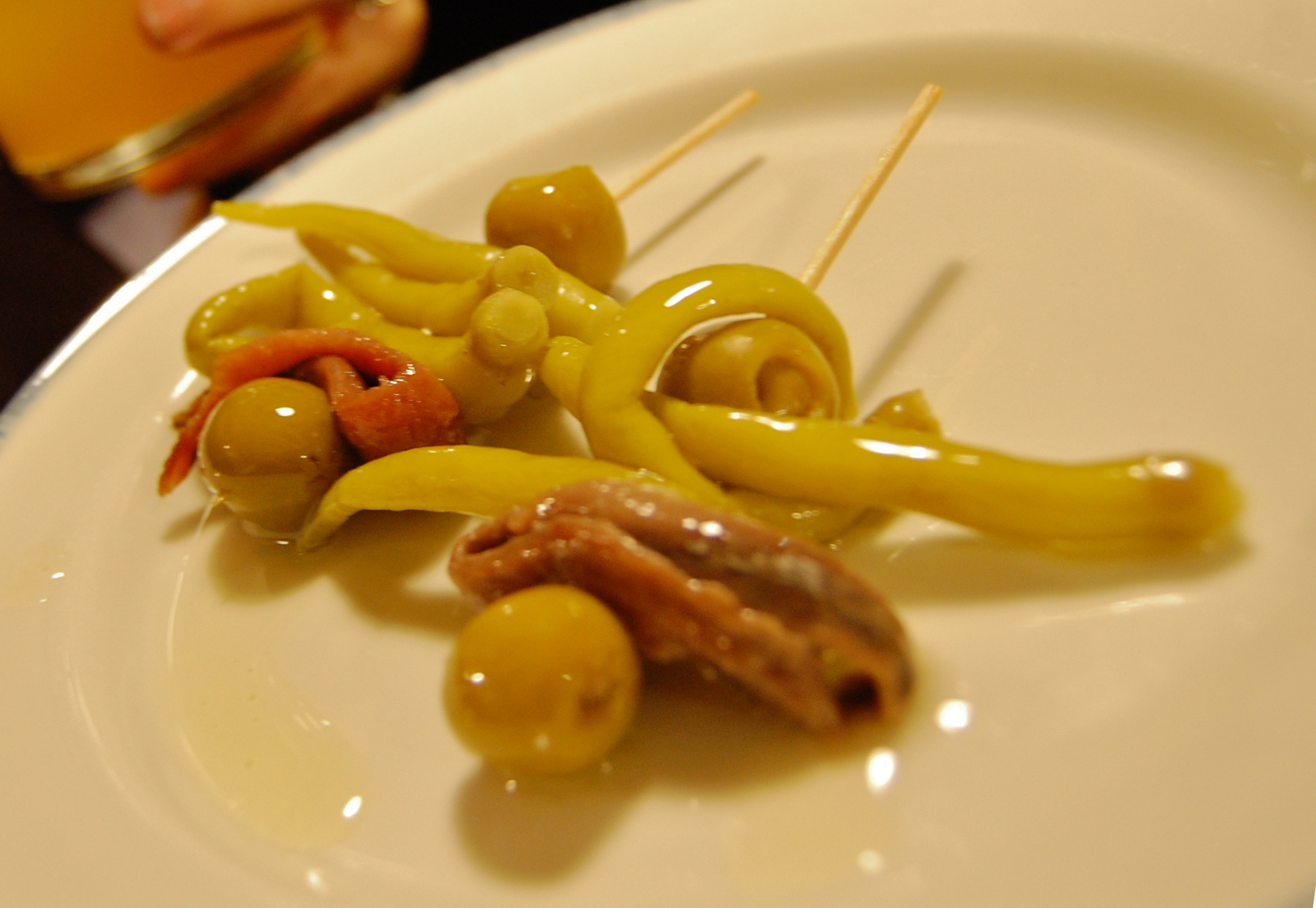
Quelques gildas.

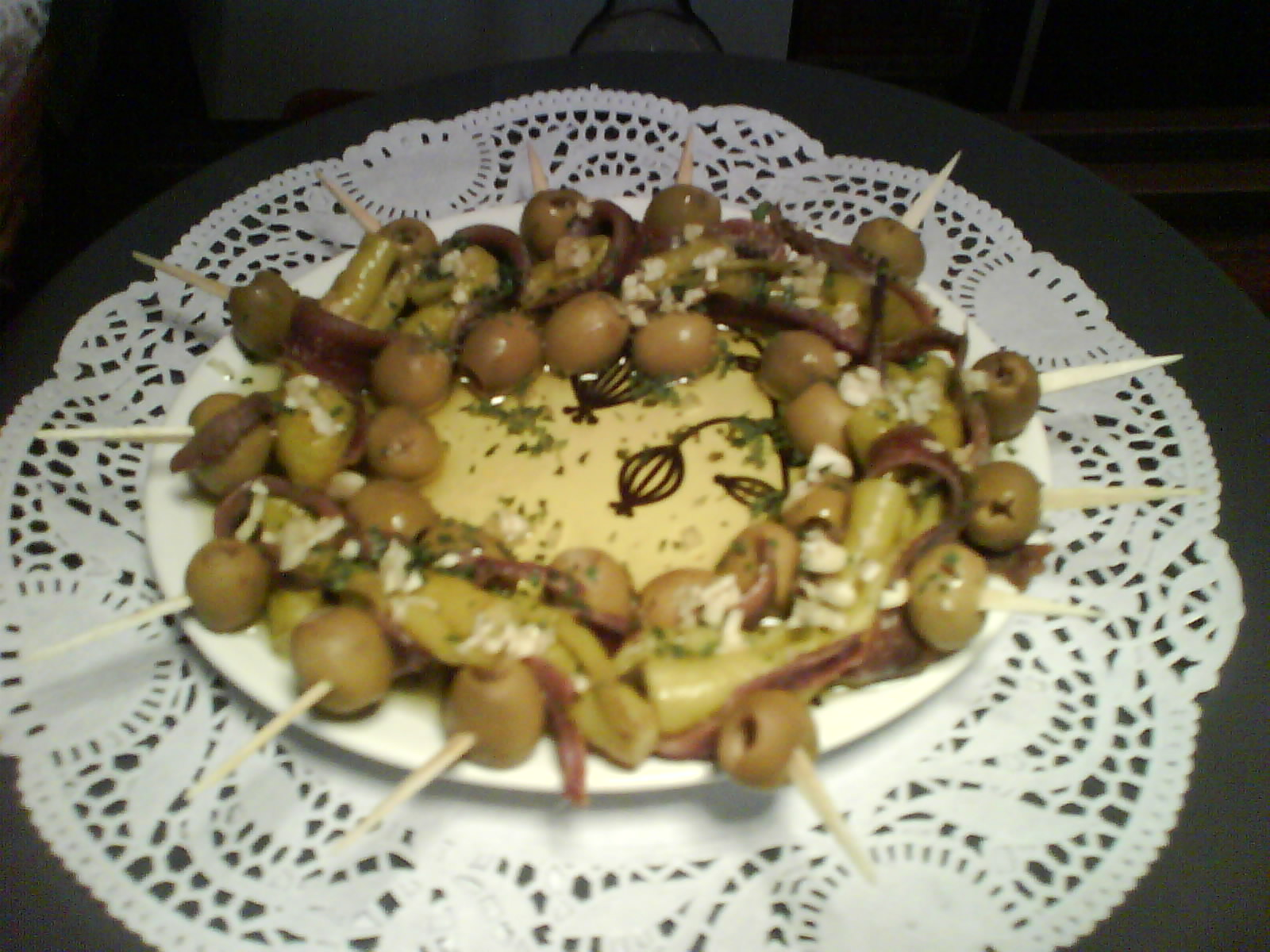
Un plat de gildas.

La gilda est un type de tapa ou pintxo, qui est servi généralement dans les bars et les tavernes dans le nord de l'Espagne, surtout en Pays basque.

## Présentation
Cette présentation est marinée dans une solution de sel (saumurage), et se sert combinée avec des cornichons, des olives et un guindilla, parfois aussi un petit oignon, avec une conserve de poisson, généralement un anchois, unis par une pique. Actuellement, les entreprises de conserves et salaisons les distribuent généralement déjà prêtes.
Le nom de gilda fait référence au personnage principal du film Gilda qu'a incarné l'actrice Rita Hayworth en 1946 car la forme qu'acquiert le pintxo quand il est en position verticale rappelle la silhouette du vêtement de Gilda.
Le terme de gilda a commencé à être utilisé en 1952 dans le bar Martínez situé dans le vieux quartier donostiarra (gentilé de Saint-Sébastien, Donostia en euskara).
En Navarre, il existe une variante qui est appelée pajarico.
Comme tous les aliments en saumure, sa saveur est forte, très acide, ce qui le rend idéal pour sa consommation comme apéritif accompagné de vin.